# Communauté de communes du Pays de La Petite-Pierre
La communauté de communes du Pays de La Petite Pierre est une ancienne structure intercommunale créée en 1993, située dans le département du Bas-Rhin et la région Grand Est. La Communauté de communes a fusionné le 1er janvier 2017 avec la Communauté de communes du pays de Hanau pour devenir la Communauté de communes de Hanau-La Petite Pierre. 

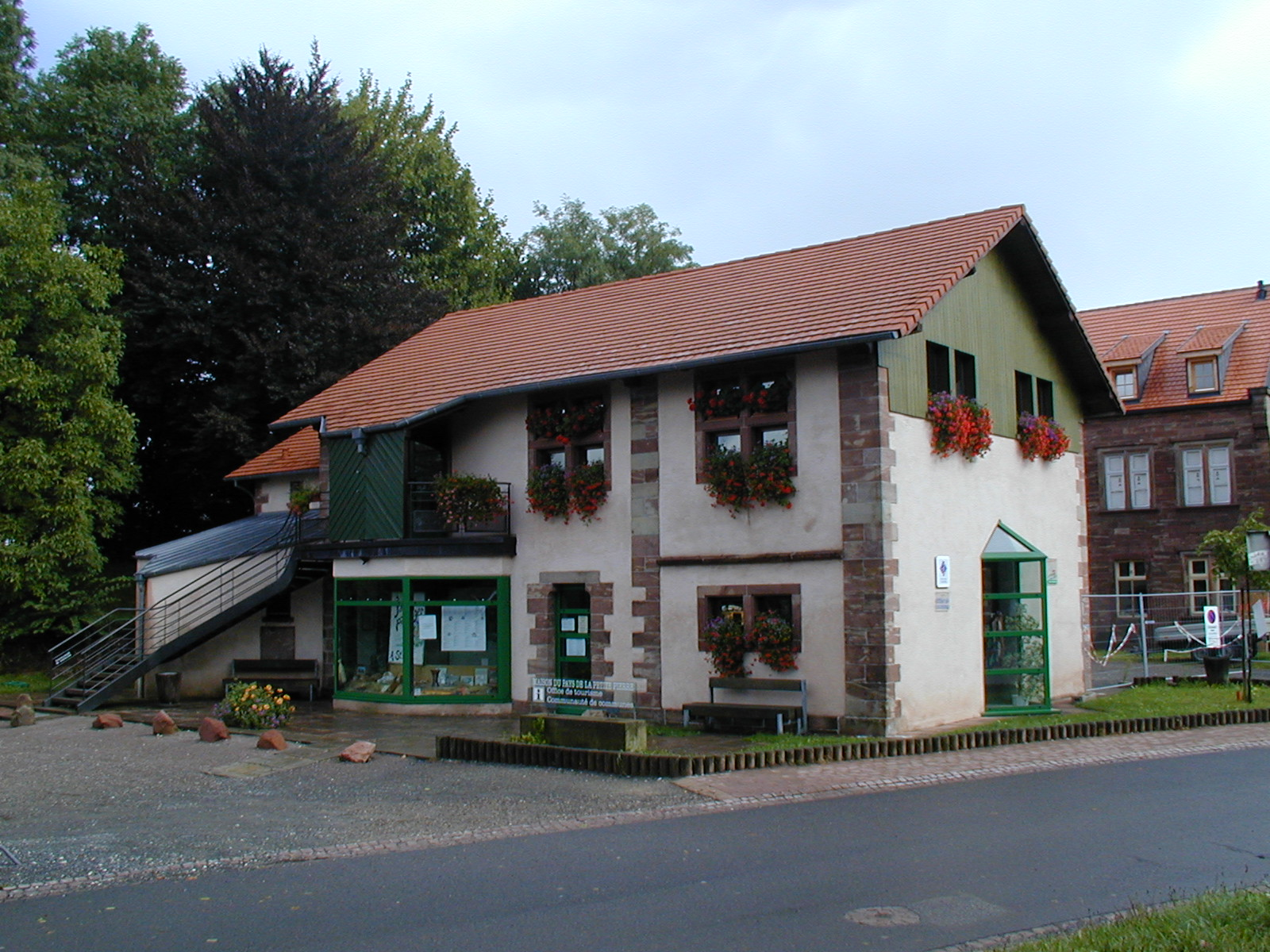
Maisonpays

## Historique
En 1982, les élus des 20 communes du canton de La Petite-Pierre ont décidé de réaliser une charte intercommunale de développement et d'aménagement, qui a fait l'objet d'une étude pendant trois ans. Une fois cette charte approuvée par les 20 communes, les différents conseils municipaux ont décidé de créer un Syndicat d'Étude en 1985. 
Par la suite, celui-ci s'est transformé en Syndicat de Réalisation en 1988, puis en communauté de communes le 1er janvier 1993, ce qui marque le départ de la commune de Weiterswiller qui rejoint la Communauté de communes du Pays de Hanau.
Ces trois organismes ont été présidés par Monsieur Gaston DANN (1949-2013) de 1982 à 2013. Maire de Frohmuhl de 1977 à 2013, Gaston Dann a mené l'intercommunalité sur le Pays de La Petite Pierre pendant plus de 30 ans. Il a marqué le développement de chaque village du Pays de La Petite Pierre à travers ses différentes fonctions (Président du SIVOM de la Haute-Moder, Conseiller Général, Président du Musée Lalique) et les différents projets qu'il a développés au cours de ses mandats : Château de Lichtenberg, Musée Lalique, travaux de voirie, Résidence du Hochberg, Zone d'activités de Petersbach pour ne citer que les plus structurants.
Jean Adam lui a succédé le 7 mars 2013.
Conséquence de la Loi portant nouvelle organisation territoriale de la République (NOTRe) du 7 août 2015 et du schéma départemental de coopération intercommunale, les communautés de communes du pays de Hanau et du Pays de La Petite Pierre ont fusionné le 1er janvier 2017 et donné naissance à la Communauté de communes de Hanau-La Petite Pierre.

## Composition

### Les communes
La communauté de communes regroupait 19 communes :
| Nom                      | Code Insee | Gentilé           | Superficie (km2) | Population (dernière pop. légale) | Densité (hab./km2) |
| ------------------------ | ---------- | ----------------- | ---------------- | --------------------------------- | ------------------ |
| La Petite-Pierre (siège) | 67371      | Parva-Pétriciens  | 19,57            | 633 (2014)                        | 32                 |
| Erckartswiller           | 67126      | Erckartswillerois | 10,46            | 306 (2014)                        | 29                 |
| Eschbourg                | 67133      | Eschbourgeois     | 14,05            | 494 (2014)                        | 35                 |
| Frohmuhl                 | 67148      | Frohmuhlois       | 1,64             | 184 (2014)                        | 112                |
| Hinsbourg                | 67198      | Hinsbourgeois     | 3,28             | 115 (2014)                        | 35                 |
| Lichtenberg              | 67265      | Lichtenbergeois   | 12,12            | 562 (2014)                        | 46                 |
| Lohr                     | 67273      | Lohrois           | 10,41            | 497 (2014)                        | 48                 |
| Petersbach               | 67370      | Petersbachois     | 8,88             | 649 (2014)                        | 73                 |
| Pfalzweyer               | 67373      | Pfalzweyerois     | 2,23             | 314 (2014)                        | 141                |
| Puberg                   | 67381      | Pubergeois        | 4,91             | 341 (2014)                        | 69                 |
| Reipertswiller           | 67392      | Reipertswillerois | 19,21            | 895 (2014)                        | 47                 |
| Rosteig                  | 67413      | Rosteigeois       | 7,69             | 571 (2014)                        | 74                 |
| Schœnbourg               | 67454      | Schœnbourgeois    | 5,06             | 436 (2014)                        | 86                 |
| Sparsbach                | 67475      | Sparsbachois      | 13,58            | 252 (2014)                        | 19                 |
| Struth                   | 67483      | Struthois         | 4,12             | 251 (2014)                        | 61                 |
| Tieffenbach              | 67491      | Tieffenbachois    | 5,03             | 280 (2014)                        | 56                 |
| Wimmenau                 | 67535      | Wimmenauviens     | 20,76            | 1 125 (2014)                      | 54                 |
| Wingen-sur-Moder         | 67538      | Wingenois         | 17,37            | 1 614 (2014)                      | 93                 |
| Zittersheim              | 67559      | Zittersheimois    | 7,92             | 235 (2014)                        | 30                 |

## Démographie
| 2006  | 2012  | 2013  |
| ----- | ----- | ----- |
| 9 921 | 9 797 | 9 791 |

### Les élus

#### Le président et les vice-présidents
Le président et les vice-présidents étaient élus au scrutin direct par les 32 délégués. 
- Président : Jean Adam

- Vice-présidents : 
  - Jean-Claude Berron
  - Nadine Holderith-Weiss
  - Claude Kammerer

#### Le conseil communautaire
Le conseil communautaire était l'organe délibérant de la communauté de communes, il était composé de délégués communautaires. Ces délégués étaient élus par chaque conseil municipal tous les six ans lors du renouvellement de l’équipe municipale.
Le nombre de délégués par commune dépendait du nombre d’habitants. Au total 32 délégués siègaient au dix conseils communautaires annuels. Les délégués procèdaient à l’élection du président, des vice-présidents et des membres du bureau.
La règle de calcul du nombre de délégués par commune était la suivante : un délégué par commune et un par tranche complète de 500 habitants.
| Commune          | Maire                  | Nombre de délégués |
| ---------------- | ---------------------- | ------------------ |
| Erckartswiller   | Jean Adam              | 1                  |
| Eschbourg        | Daniel Oster           | 1                  |
| Frohmuhl         | Didier Follenius       | 1                  |
| Hinsbourg        | Gilbert Reutenauer     | 1                  |
| La Petite-Pierre | Nadine Holderith-Weiss | 2                  |
| Lichtenberg      | Georges Sand           | 2                  |
| Lohr             | Frédy Gerber           | 1                  |
| Petersbach       | Christian Schmitt      | 2                  |
| Pfalzweyer       | Daniel Holzscherer     | 1                  |
| Puberg           | Gerard Klicki          | 1                  |
| Reipertswiller   | Jean-Louis Scheer      | 3                  |
| Rosteig          | Jean-Luc Rinié         | 2                  |
| Schœnbourg       | Bernard Jung           | 1                  |
| Sparsbach        | Françoise Bourjat      | 1                  |
| Struth           | Jean-Claude Berron     | 1                  |
| Tieffenbach      | Roland Letscher        | 1                  |
| Wimmenau         | Marc Ruch              | 4                  |
| Wingen-sur-Moder | Patrick Dhainaut       | 5                  |
| Zittersheim      | Claude Kammerer        | 1                  |
| Totaux           | 19 communes            | 32 délégués        |

#### Le bureau
Le bureau était élu par les délégués communautaires, il était composé d'un représentant par commune. Le bureau se réunissait tous les mois et examinait les dossiers à traiter lors du conseil communautaire.

## Les Compétences
La communauté de communes du Pays de La Petite Pierre exerçait des compétences au sein de groupes de compétences obligatoires et optionnelles en lieu et place des communes membres.

### Obligatoires
- Aménagement de l'espace : 
  - élaboration et mise en œuvre d’un schéma de cohérence territoriale, schéma de secteur, élaboration et révision de la Charte du Pays de Saverne – Plaine et Plateau,
  - élaboration et mise en œuvre d’un plan paysager à l’échelle du Pays de La Petite Pierre,
  - création, réalisation et entretien de gestion de Zones d'aménagement concerté (ZAC).

- Développement économique : 
  - aide pour la communication aux entreprises commerciales et artisanales,
  - réalisation d’actions de promotion de l’économie touchant au moins deux communes,
  - soutien des projets d’intérêt communautaire (agricole, touristique, …),
  - création, aménagement et entretien de zones d’activités commerciales, industrielles, touristiques… (zones d’activités de Petersbach et de Wimmenau, office de tourisme Intercommunal (depuis 1993).

### Optionnelles
- Protection et mise en valeur de l'environnement :
  - soutien en qualité de membre aux actions du parc naturel régional des Vosges du Nord,
  - élaboration et mise en œuvre d’un schéma de protection et de valorisation de l’environnement du territoire.
  - élimination et la valorisation des déchets des ménages et assimilés

- Politique du logement et du cadre de vie : 
  - mise en œuvre et soutien d’une politique cohérente en matière d’habitat (deux Opérations Programmées d’Amélioration de l’Habitat (OPAH) ont été réalisées sur une durée de 3 ans chacune et ont connu un franc succès),
  - mise en place d’un Programme d’Intérêt Général (PIG).

- Construction, entretien et fonctionnement d'équipements culturels (Château de Lichtenberg, Maison de l’Eau et de la Rivière), sportifs. Mais aussi, de l’enseignement préélémentaire et élémentaire d’intérêt communautaire.

- Action sociale d'intérêt communautaire :
  - résidence du Hochberg,
  - petite enfance,
  - mise en place d’une politique d’animation socioculturelle,
  - soutien financier aux structures d’accueil social couvrant au moins deux communes (comme la Mission Locale),
  - acquisition et gestion de matériel pédagogique et de spectacle dans le cadre de la constitution d’une banque de matériel intercommunale.

- Création, aménagement et entretien de la voirie d'intérêt communautaire.

### Facultatives
Réalisation de travaux aux collèges et aux cantines rattachées. 

## La fiscalité
La communauté de communes a choisi d'appliquer la taxe professionnelle unique (TPU), c'est-à-dire qu'elle seule percevait la taxe professionnelle sur l'ensemble de son territoire. Cependant depuis la loi de finance de 2010, celle-ci a été supprimée et est devenue la contribution économique territoriale unique (CETU).

## Projets et réalisations

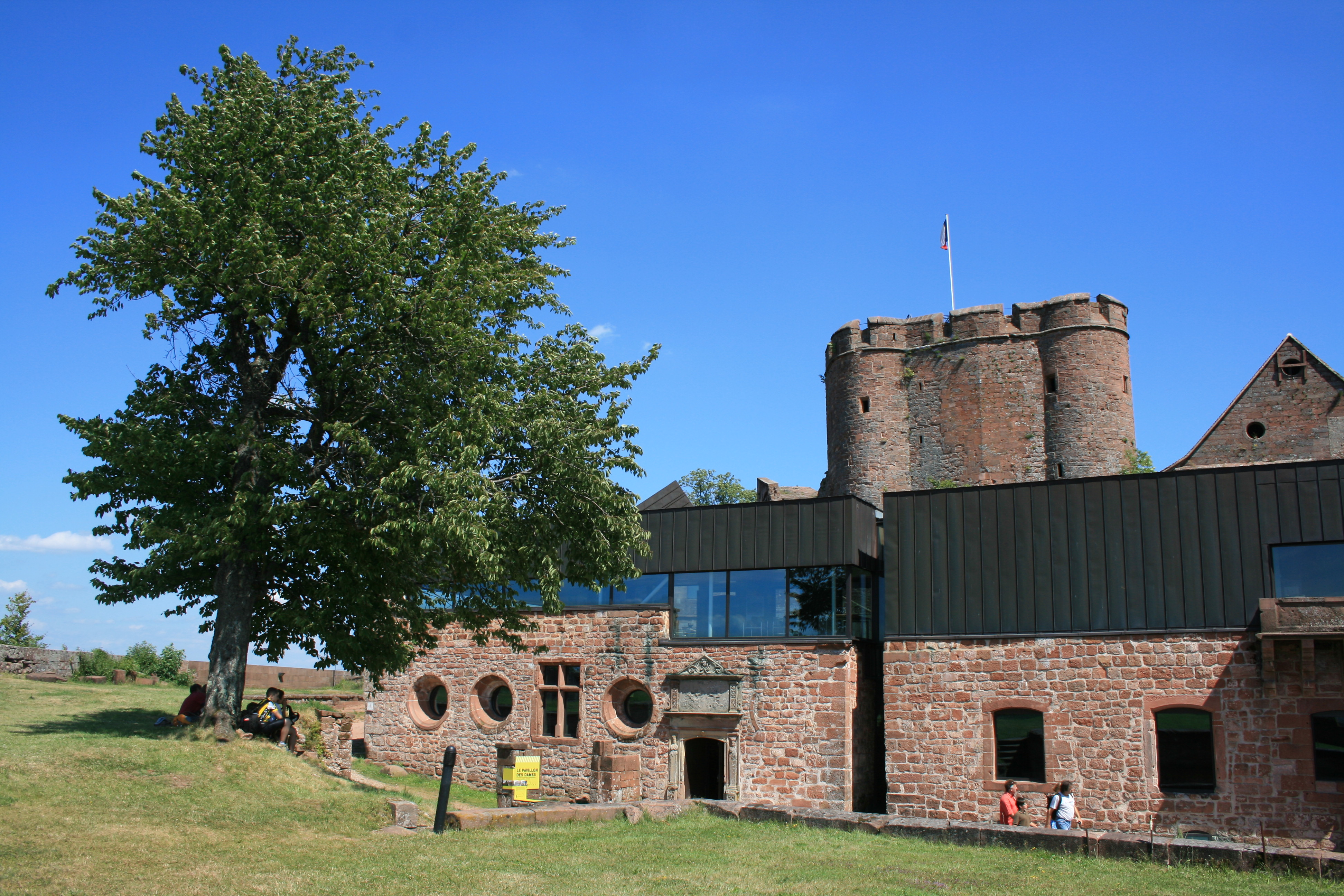

### Le château de Lichtenberg
Depuis plus de 800 ans, le château de Lichtenberg a connu plusieurs périodes de transformations majeures qui ont été menées par les différents occupants. 
Avec la prise de compétence en 2003, la communauté de communes a décidé de lancer la phase 3 des travaux qui comprend : 
- l’aménagement du bâtiment caserne et du pavillon des Dames,
- la création d’un parcours permettant au public de faire une visite instructive et ludique du château,
- des installations extérieures pour faciliter et améliorer l’accueil des manifestations de plein air,
- la mise en place d’un circuit entre le village et le château.

### Le musée Lalique

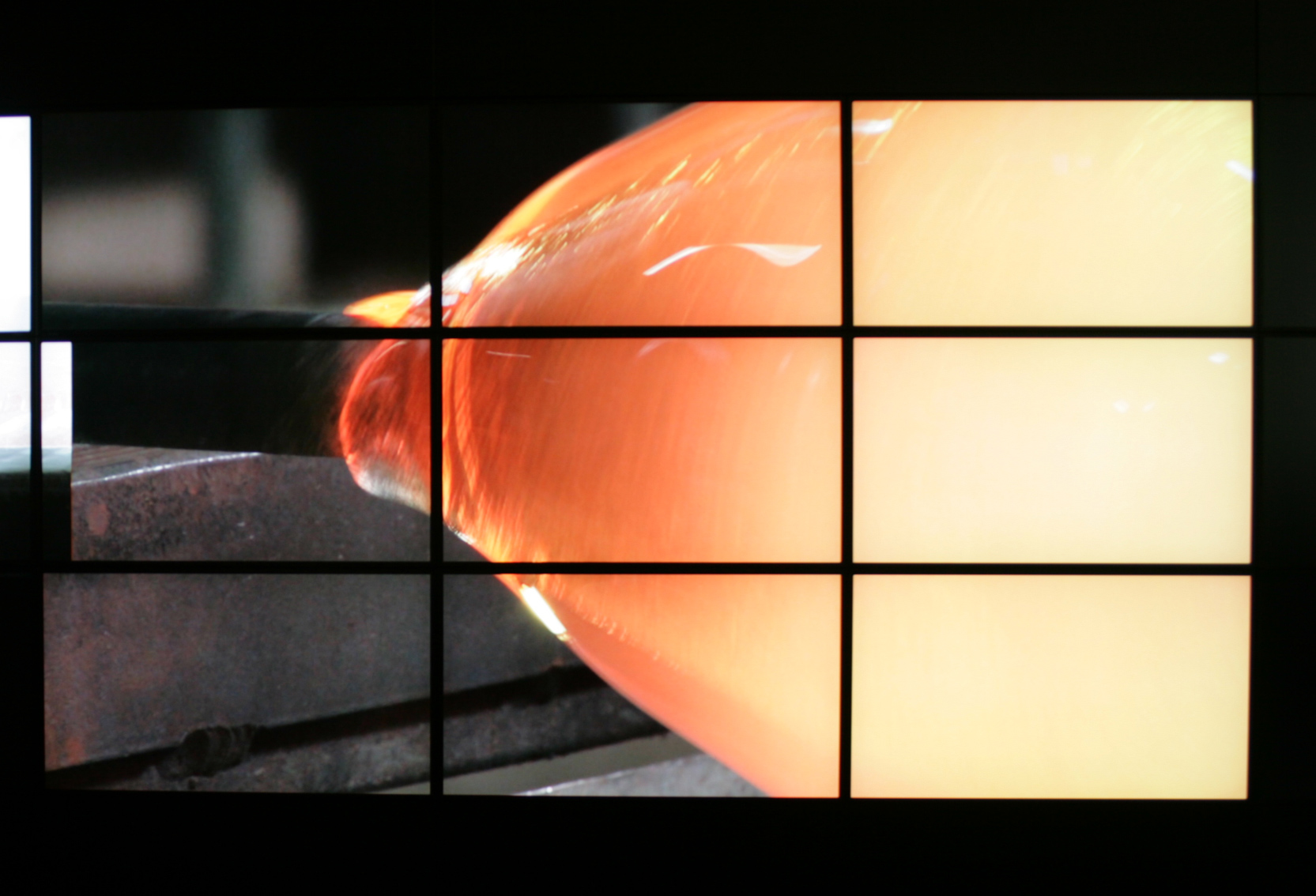
Musée Lalique

En 2001, la Communauté de Communes a décidé d’engager l’opération de réalisation du musée Lalique. Celui-ci est créé sur le site verrier du Hochberg à Wingen-sur-Moder. Un partenariat a alors été mis en place réunissant la commune de Wingen-sur-Moder, le département du Bas-Rhin, la région Alsace, l’État et l’entreprise Lalique. Le but de ce musée est de valoriser le patrimoine social, culturel, artistique et économique, puisqu’il a l'ambition d’attirer annuellement 50 000 visiteurs.
La communauté de communes est donc un membre fondateur de celui-ci. En 2008, les collectivités se sont prononcées favorablement sur la création d’un syndicat mixte les associant, cela pour reprendre la maîtrise d'ouvrage mais aussi de contribuer au budget de fonctionnement du musée.
Le Musée a été inauguré le 1er juillet 2011 et a attiré en 6 mois environ 65 000 visiteurs.

### La Résidence du Hochberg

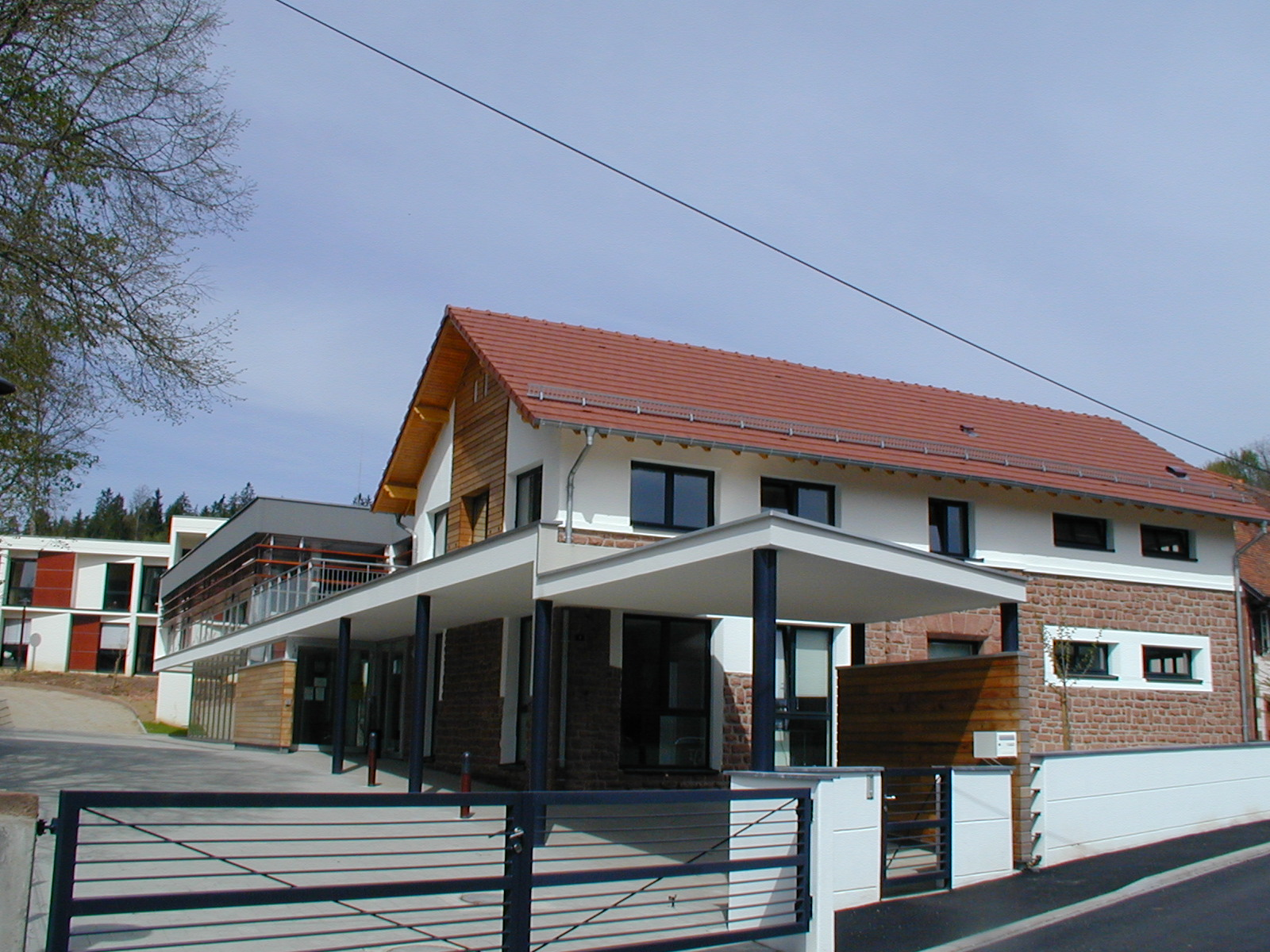
Résidence du Hochberg

Une étude de faisabilité réalisée en 1996 a mis en évidence l’absence dans le secteur de l’Alsace Bossue d’un équipement d’hébergement des personnes handicapées adultes dépendantes. Face à ce constat, la communauté de communes a lancé le projet de création d’un établissement spécialisé. Cette action a été menée par les élus locaux, la population et l’Association des Amis et Parents des Adultes Handicapés du Pays de La Petite Pierre et Environs (A.A.P.A.H.). 
Ouvert depuis février 2004, le foyer situé à Wingen-sur-Moder accueille des personnes dont le handicap ne permet pas une insertion professionnelle et répond aux besoins des familles angoissées par le devenir de leur enfant. La communauté de communes est propriétaire des locaux et membre de l’A.A.P.A.H., qui est gestionnaire des lieux. 

### La Maison de l'Eau et de la Rivière

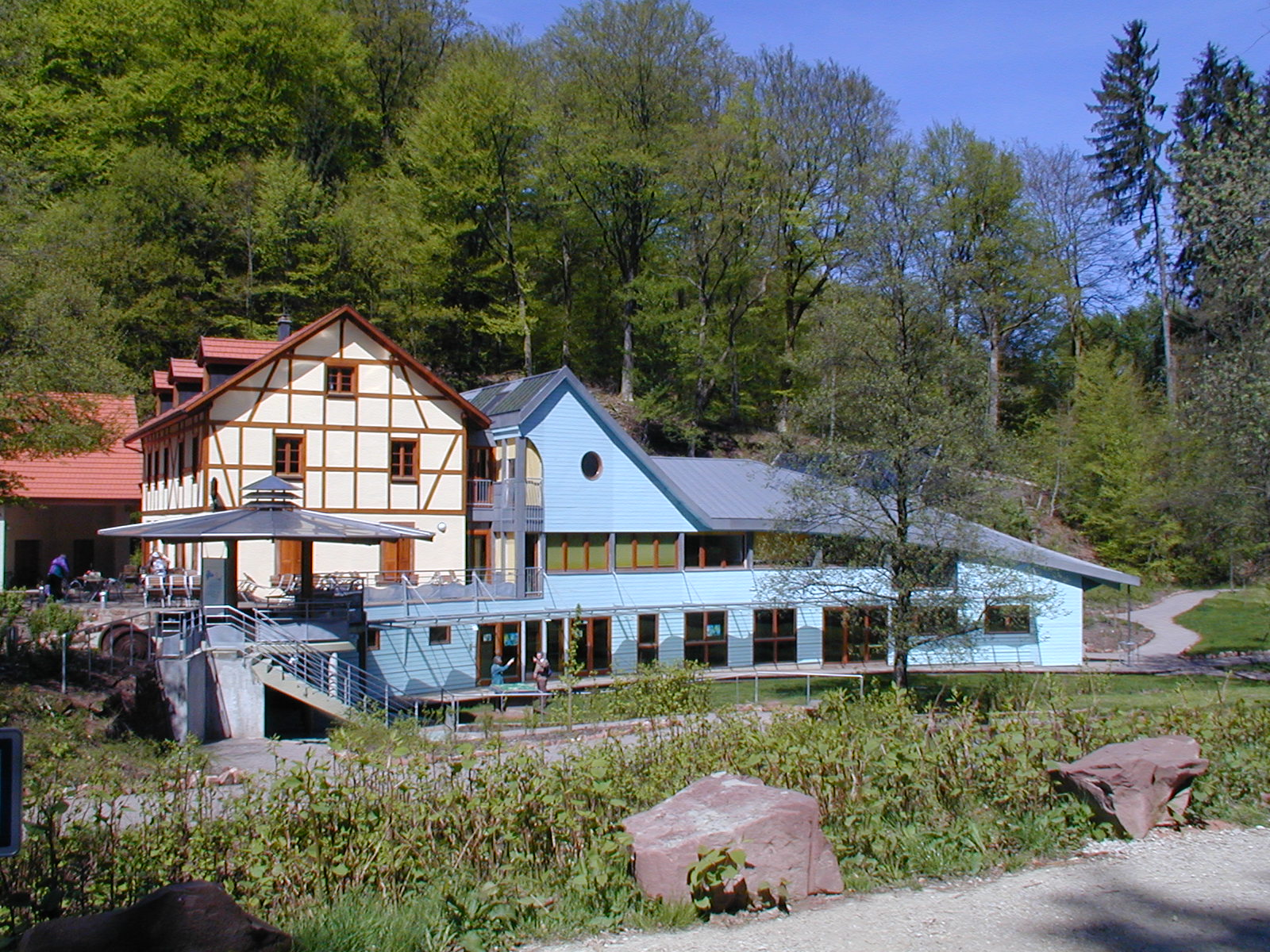
Maison de l'Eau et de la Rivière

Dans le souhait d’informer les adultes et les enfants sur la nature, la communauté de communes a créé la Maison de l’Eau et de la Rivière. Celle-ci est située entre La Petite-Pierre et Frohmuhl au bord de l'étang du Donnenbach et développe trois fonctions à savoir la restauration, l’hébergement et le développement d’animations pédagogiques liées à l’eau et la forêt. Elle comprend deux bâtiments : une auberge traditionnelle qui reprend l’ancienne maison forestière et centre d'éducation et de découverte de la nature et de l’environnement (avec diverses activités).
La communauté de communes, en tant que propriétaire des lieux, employait une personne chargée de l’entretien du site. L’animation est assurée par le Syndicat de Coopération pour le Parc (Sycoparc), celui-ci est donc chargé de monter un programme d’animation. L’objectif du centre d'éducation et de découverte de la nature et de l'environnement est de sensibiliser, d’éduquer et de former tous les types de public à la nature et à l’environnement.

### Les Maisons des Rochers à Graufthal

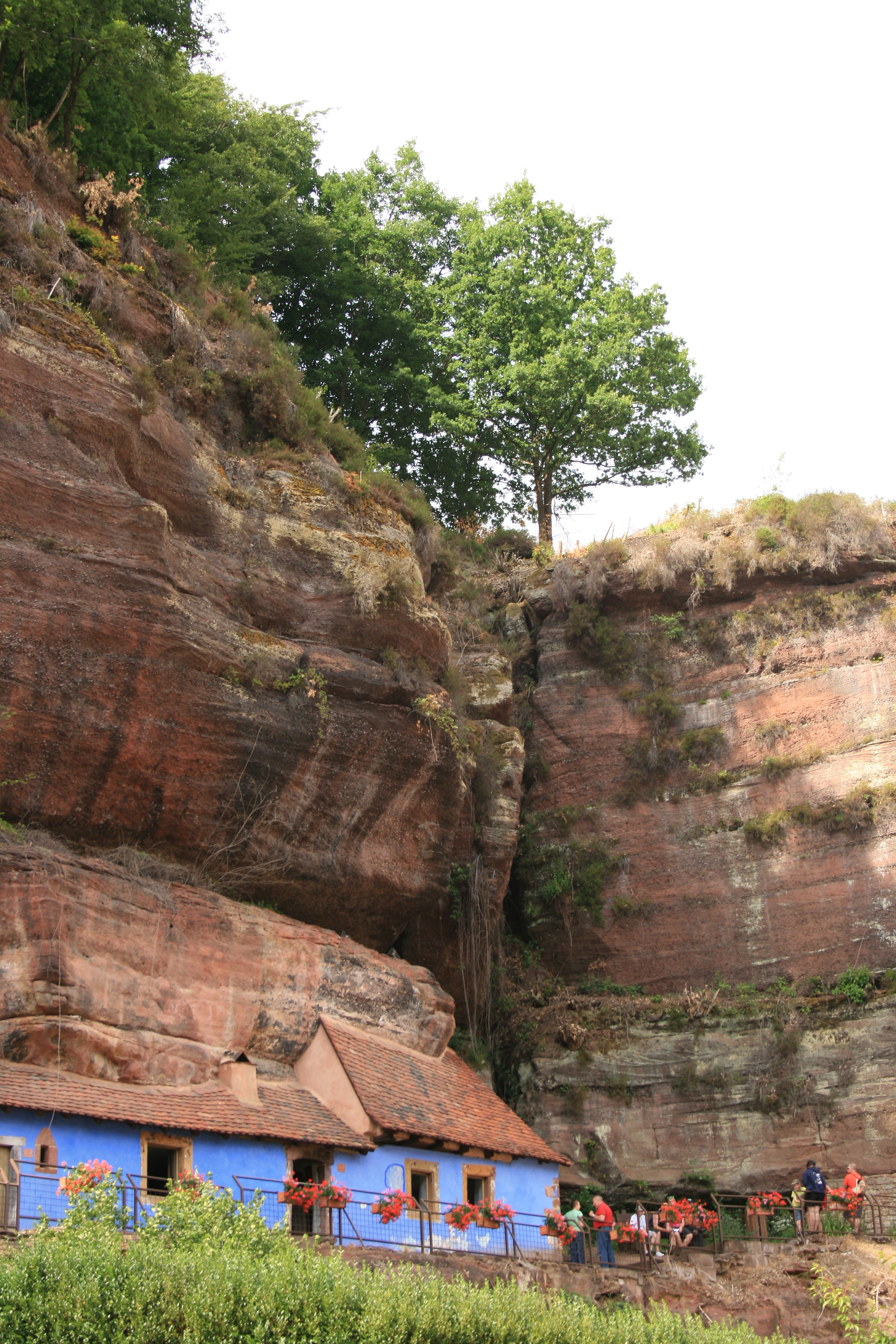
Maisons des Rochers

Étude de faisabilité et de programmation pour l'évolution du site des Maisons des Rochers à Graufthal-Eschbourg afin de définir un projet de développement durable dans le respect de la qualité des lieux, ceci en optimisant l'accueil des visiteurs, en protégeant les paysages et les milieux naturels.

## Services à la population

### Services de la communauté de communes

#### Office de tourisme intercommunal

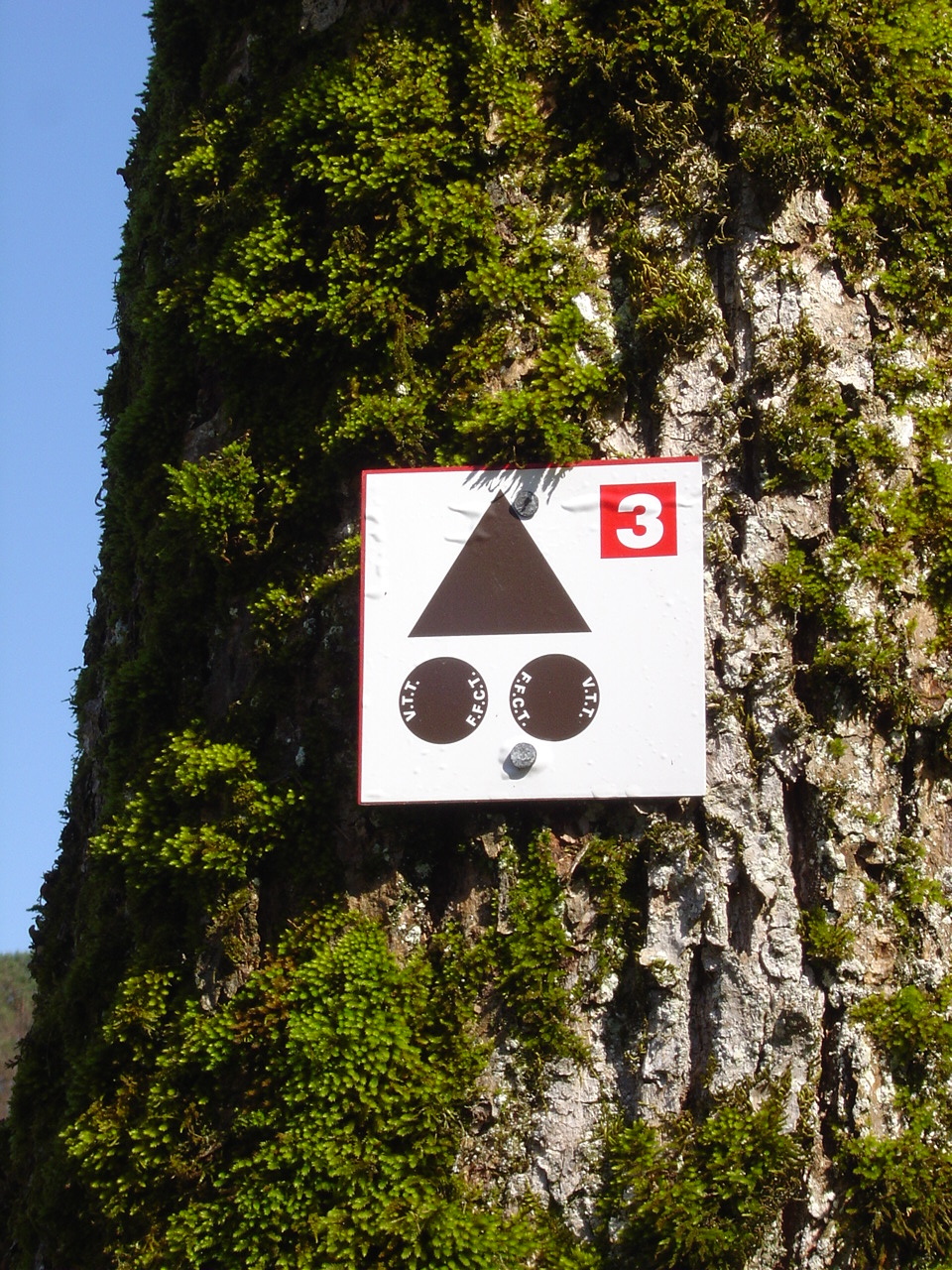
Sentier VTT

L’Office de Tourisme Intercommunal existe depuis 1991. Il est composé de cinq personnes : une responsable, une chargée de communication, deux animatrices du patrimoine (une chargée du Pays du Pays de la Petite Pierre et une autre du Château de Lichtenberg) et un agent d’accueil. Ses objectifs principaux sont :
- l’accueil des touristes,
- l'information et la promotion du tourisme sur le territoire,
- l’animation du secteur.

#### Animation socioculturelle

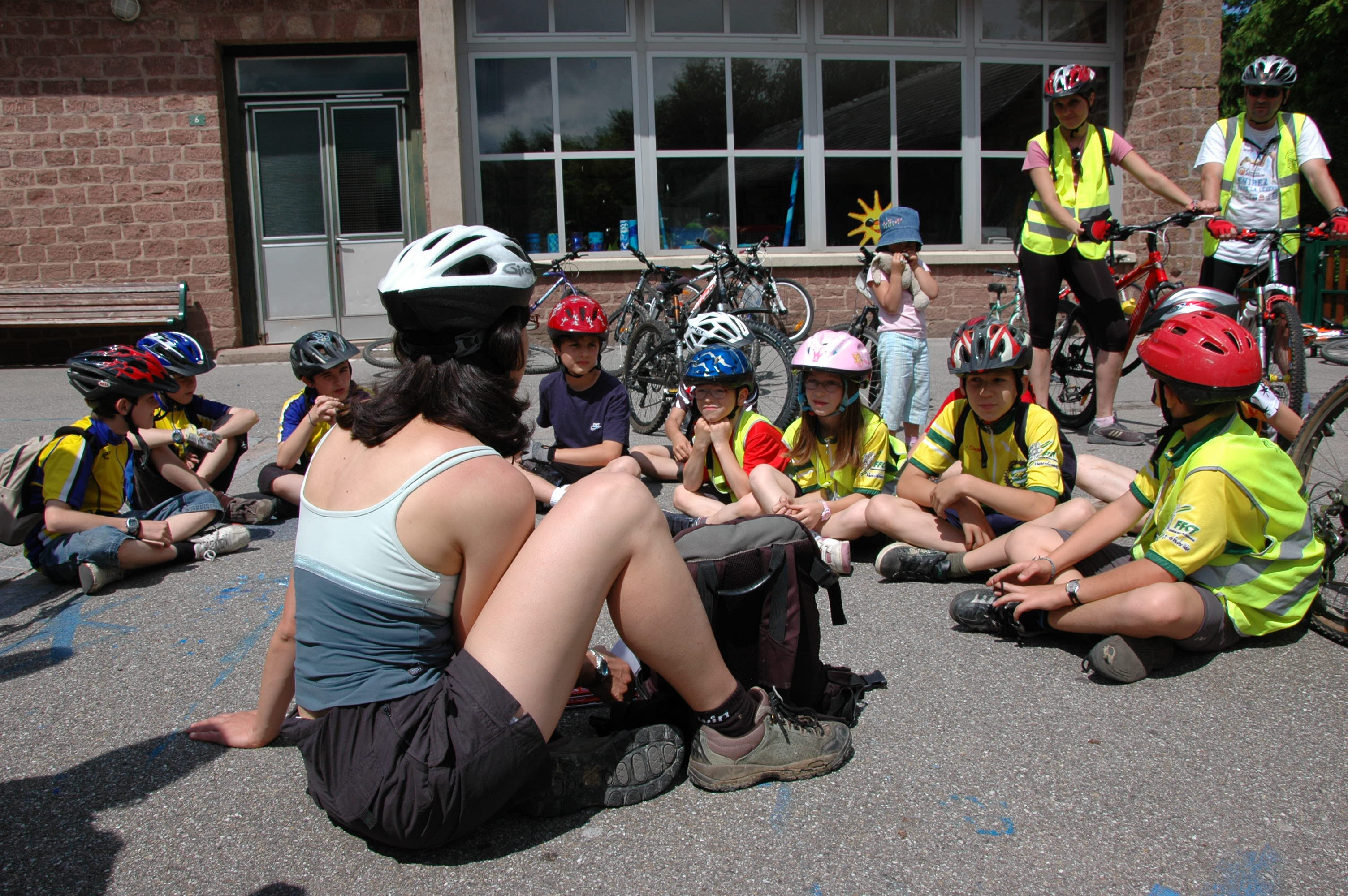
Photo réalisée par Alain Baillet

Deux animatrices socioculturelles proposent des animations toute l'année à l'attention des enfants de 4 à 11 ans et des adolescents de 11 à 18 ans.

#### Petite enfance
- Halte-garderie intercommunale "La Capucine" :

La halte-garderie de Wingen-sur-Moder (créée en 1989) est gérée depuis le 1er janvier 2007 par la communauté de communes. Le service est composé d’une responsable et de trois animatrices à mi-temps.
La halte-garderie répond aux besoins de garde ponctuels et peut accueillir douze enfants âgés de 3 mois à 6 ans. L'équipe d'animatrices organise des activités ludiques (jeux, chants, peinture et même cuisine) qui favorisent l'épanouissement et le développement de l’enfant, mais aussi l’apprentissage de la vie en collectivité. 
- Relais d'assistantes maternelles (RAM) :

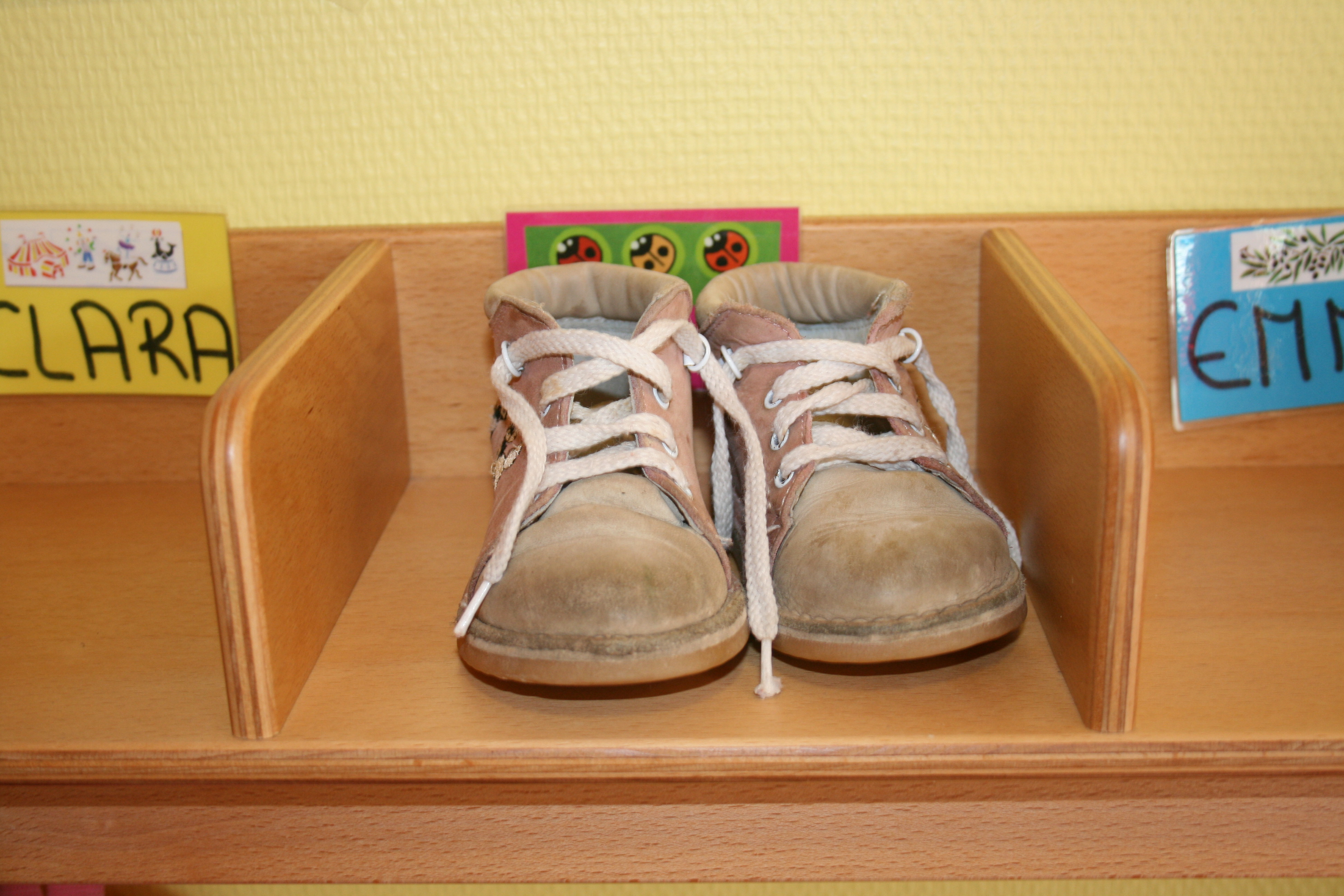

Créé en 2007, le relais d'assistantes maternelles du Pays de La Petite Pierre est géré par la communauté de communes du Pays de La Petite Pierre. Situé à Wingen-sur-Moder, il accueille les familles et les assistantes maternelles de toute la communauté de communes. Il fonctionne à mi-temps et permet de : 
- gérer l’offre et la demande, en mettant en relation l’offre des assistantes maternelles et la demande des parents,
- rompre l’isolement des assistantes maternelles et des parents, grâce à un accompagnement dans leurs démarches,
- réunir parents et assistantes maternelles au cours de réunions d’information thématiques.

#### Banque de matériel

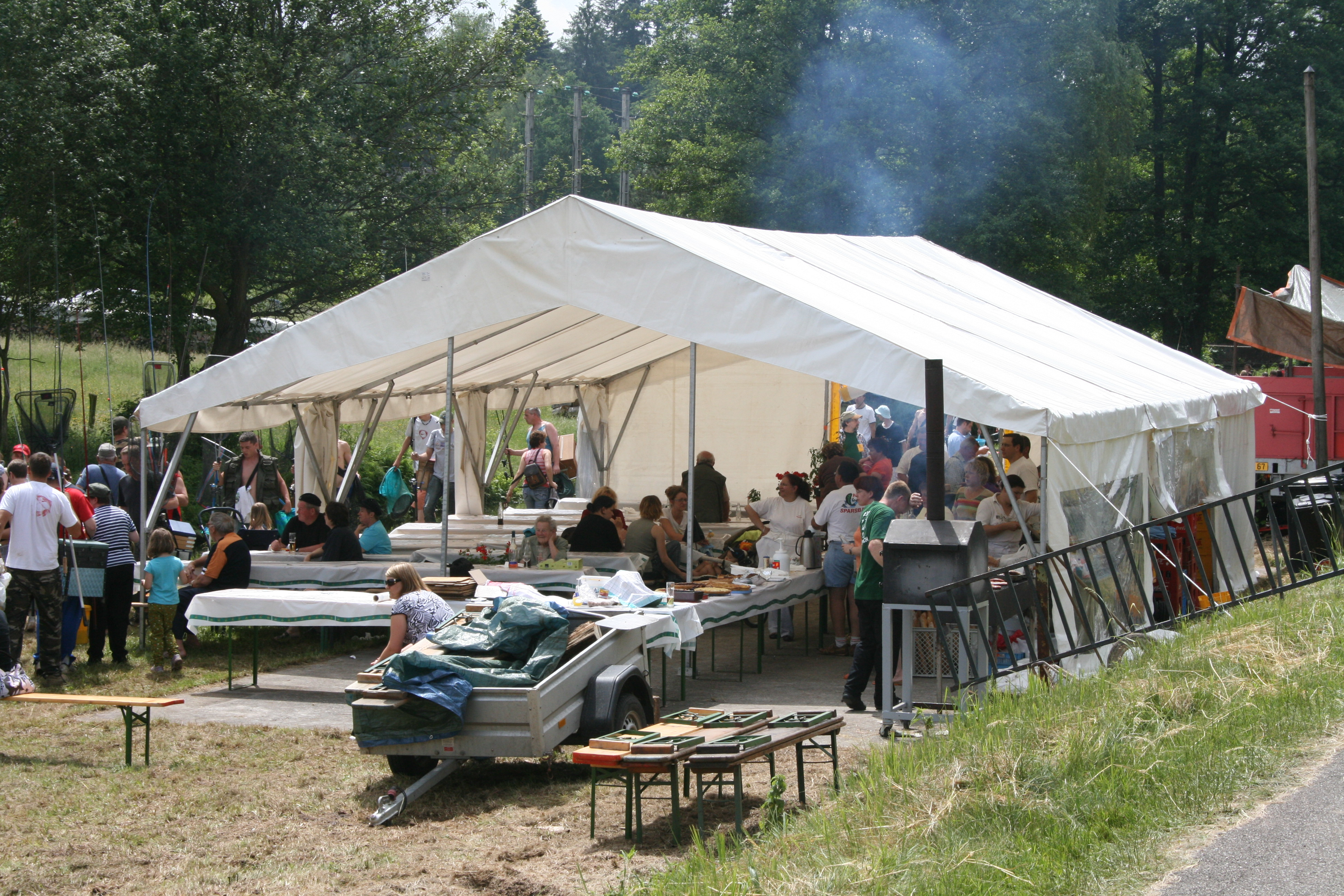

Dans le souhait de faciliter et de soutenir l'organisation de manifestations sur le territoire, La communauté de communes du Pays de La Petite Pierre a décidé de créer une banque de matériel intercommunale (BMI). Celle-ci est exclusivement accessible aux collectivités et aux associations du Pays de La Petite Pierre. 

#### Bourse locative

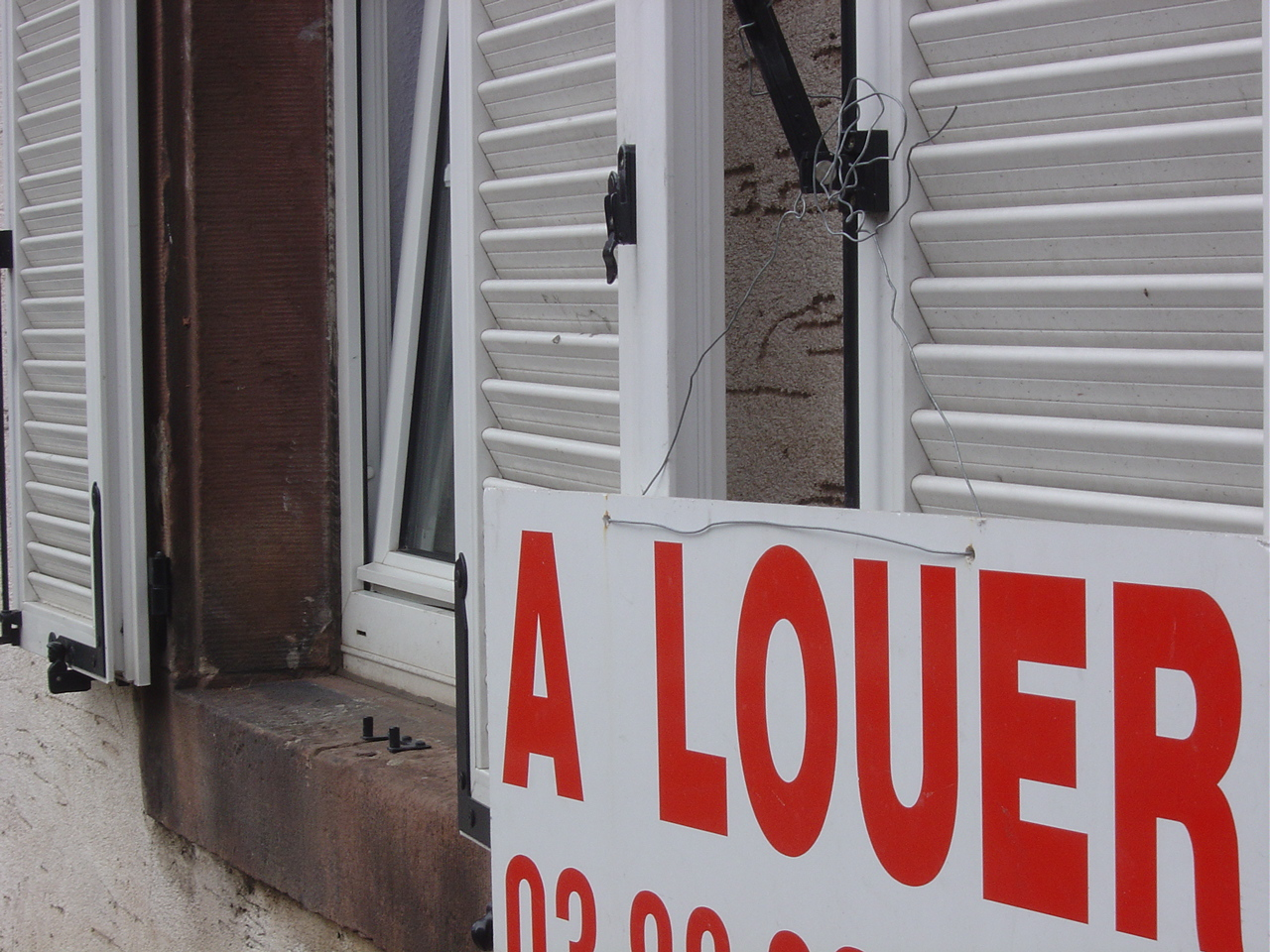

La bourse locative recense les offres locatives immobilières du territoire (que ce soit pour des particuliers ou des professionnels souhaitant louer des locaux commerciaux). Chaque mois, la liste est affichée en mairie, dans les principaux commerces du secteur et consultable sur le site internet de la Communauté de Communes.

### Services autour de l'emploi et de la formation soutenus par la Communauté de Communes
Les services suivants sont des structures du Pays de Saverne Plaine et Plateau, dont la communauté de communes est membre. 

#### Mission locale
La Mission Locale du Pays de Saverne, Plaine et Plateau permet aux jeunes de 16 à 25 ans (diplômés ou non, qualifiés ou non) de bénéficier d'un accompagnement vers une insertion professionnelle et sociale durable. Chaque jeune peut, selon son niveau, ses besoins et ses difficultés, bénéficier d’un accompagnement pour définir son objectif professionnel et ainsi établir son projet de formation et l’accomplir, pour pouvoir accéder à l’emploi et s’y maintenir. 

#### A.P.E.R.S.
L’Association pour la Promotion Économique de la Région de Saverne participe à la promotion économique de la région et à la mise en place de services de proximité. Elle accueille les porteurs de projets et coordonne les interventions en faveur de la création d’entreprises.

#### Maison de l'emploi et de la formation
Elle permet de guider les personnes dans leurs démarches et de les orienter vers les organismes qui sauront les accompagner dans leur projet. Différents organismes sont présents à la maison de l'emploi et de la formation : 
- Centre d'Information et d'Orientation (CIO),
- Pôle emploi,
- Chambre de Métiers d'Alsace,
- Groupement d'Etablissements de l'Education Nationale pour la formation des Adultes (GRETA),
- Association pour Faciliter l'Insertion professionnelle des Jeunes diplômés (AFIJ),
- Service d'Appui au Maintien dans l'Emploi des Travailleurs Handicapés (SAMETH),
- Fonds de Gestion des Congés Individuels de Formation (FONGECIF),
- Point Information Jeunesse (PIJ).

#### Pays de Saverne Initiative
Composée d'acteurs économiques locaux, l'association du Pays de Saverne Initiative permet de compléter l'offre de services en direction des jeunes entreprises sur le territoire. En effet, elle propose aux créateurs d'entreprises des prêts d'honneur à taux zéro mais aussi de bénéficier d'un parrainage par un autre chef d'entreprise.